# Animetal Marathon II
Animetal Marathon II (アニメタル・マラソンⅡ ～特撮編～?, Animetaru Marason Tsū) è il secondo album della band giapponese heavy metal Animetal.

## Tracce
1. Theme II of Animetal (Bloodshed's Eulogy Beautiful Song) (アニメタルのテーマII (流血の讃美歌)?, Animetaru no Tēma Tsū (Ryūketsu no San Mi Ka))
2. Let's Go!! Rider Kick (レッツゴー！！ライダーキック?, Rettsu Gō!! Raidā Kikku, Kamen Rider)
3. Fight! Kamen Rider V3 (戦え！仮面ライダーV3?, Tatakae! Kamen Raidā Bui Surī)
4. Setup1 Kamen Rider X (セタップ！仮面ライダーX?, Setappu! Kamen Raidā Ekkusu)
5. Go Go Kikaider (ゴーゴー・キカイダー?, Gō Gō Kikaidā)
6. Kikaider 01 (キカイダー０１?, Kikaidā Zero Wan)
7. Robot Detective (ロボット刑事?, Robotto Keiji)
8. Fight Inazuman (戦えイナズマン?, Tatakae Inazuman)
9. Flash! Inazuman (フラッシュ！イナズマン?, Furasshu! Inazuman, Inazuman Flash)
10. Shout of Arashi (嵐よ叫べ?, Arashi yo Sakebe, Henshin Ninja Arashi)
11. Oh Wind, Oh Light (風よ光よ?, Kaze yo Hikari yo, Kaiketsu Lion-Maru)
12. Tetsujin Tiger Seven (鉄人タイガーセブン?, Tetsujin Taigā Sebun)
13. Fight! Electroid Zaborger (戦え！電人ザボーガー?, Tatakae! Denjin Zabōgā)
14. Go Rainbowman (行けレインボーマン?, Ike Reinbōman)
15. Diamond Eye (ダイヤモンドアイ?, Daiyamondo Ai)
16. Condorman (コンドールマン?, Kondōruman)
17. Spectreman Go Go (スペクトルマン・ゴーゴー?, Supekutoruman Gō Gō)
18. My Home is the Earth (故郷は地球?, Kokyō wa Chikyū, Silver Mask)
19. Iron King (アイアンキング?, Aian Kingu)
20. Blitzkrieg! Strada 5 (電撃！ストラダ５?, Dengeki! Sutorada Faibu)
21. Wild 7 (ワイルドセブン?, Wairudo Sebun)
22. Our Barom-1 (ぼくらのバロム１?, Bokura no Baromu Wan)
23. The Victory! Akumaizer 3 (勝利だ！アクマイザー３?, Shōri da! Akumaizā Surī)
24. Fight! Superhuman Bibyun (斗え！！超神ビビューン?, Tatakae! Chōjin Bibyūn)
25. Shining Sun Kagestar (輝く太陽カゲスター?, Kagayaku Taiyō Kagesutā)
26. Fight Ninja Captor (斗え忍者キャプター?, Tatakae Ninja Kyaputā)
27. Zubat of Hell (地獄のズバット?, Jigoku no Zubatto)
28. Space Ironmen Kyodain (宇宙鉄人キョーダイン?, Uchū Tetsujin Kyōdain)
29. Oh!! Great Ironman 17 (オー！！大鉄人ワンセブン?, Ō!! Daitetsujin Wan Sebun)
30. Space Sheriff Gavan (宇宙刑事ギャバン?, Uchū Keiji Gyaban)
31. Space Sheriff Sharivan (宇宙刑事シャリバン?, Uchū Keiji Shariban)
32. Space Sherrif Shaider (宇宙刑事シャイダー?, Uchū Keiji Shaidā)
33. Science Squadron Dynaman (科学戦隊ダイナマン?, Kagaku Sentai Dainaman)
34. J.A.K.Q. Blitzkreig Force (ジャッカー電撃隊?, Jakkā Dengekitai)
35. Advance! Goranger (進め！ゴレンジャー?, Susume! Gorenjā)
36. Secret Squadron Goranger (秘密戦隊ゴレンジャー?, Himitsu Sentai Gorenjā)
37. Amazon Rider is Here (アマゾンライダーここにあり?, Amazon Raidā Koko ni Ari)
38. Song of Kamen Rider Stronger (仮面ライダーストロンガーのうた?, Kamen Raidā Sutorongā no Uta)
39. Burn! Kamen Rider (燃えろ！仮面ライダー?, Moero! Kamen Raidā)